# Square Edgar-Quinet
Le Square Edgar-Quinet est un espace vert situé à Colombes dans les Hauts-de-Seine,.
Il a aussi été appelé square Louis Fermé.

## Description

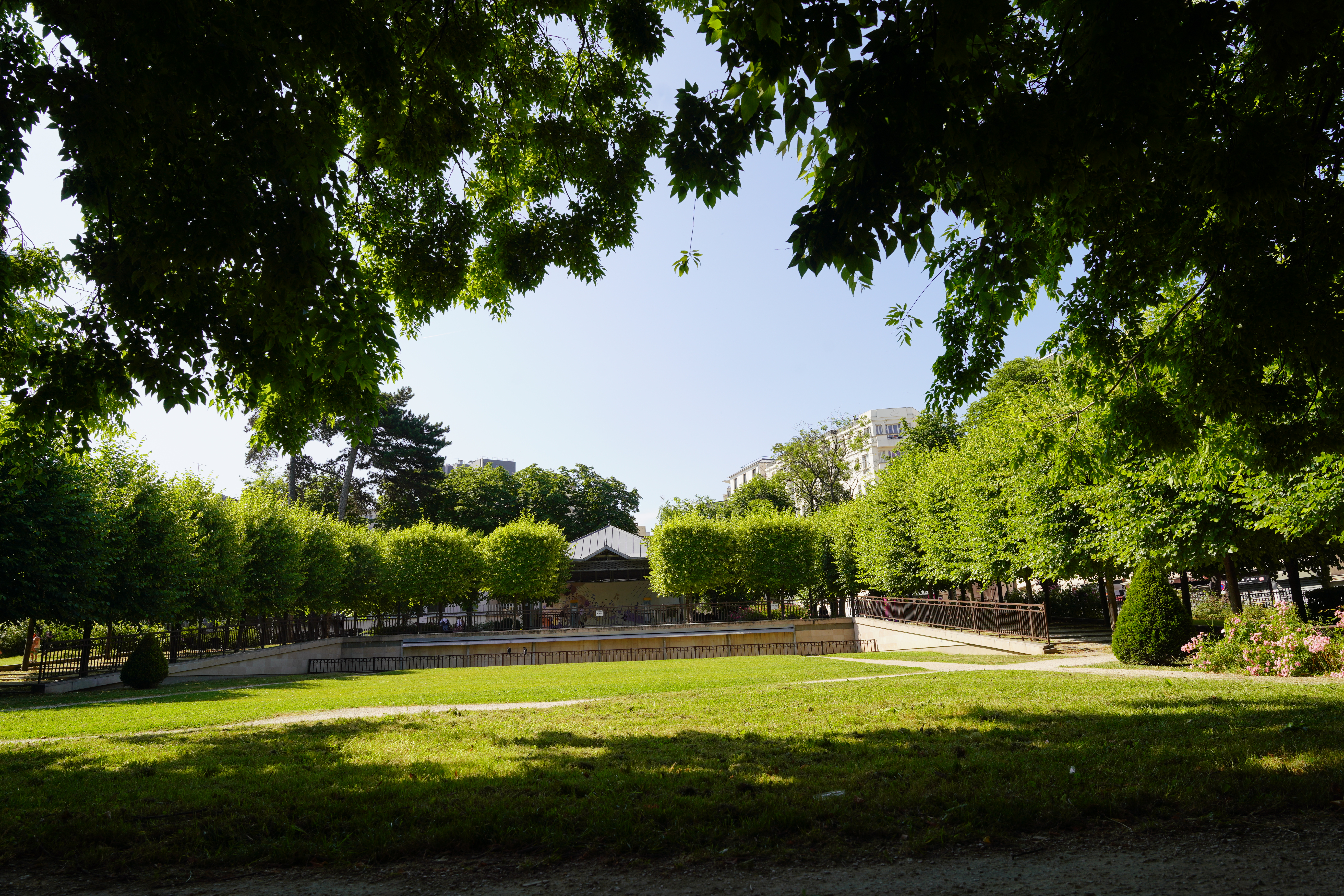
Allée centrale.

C'est un jardin à la française.

## Historique

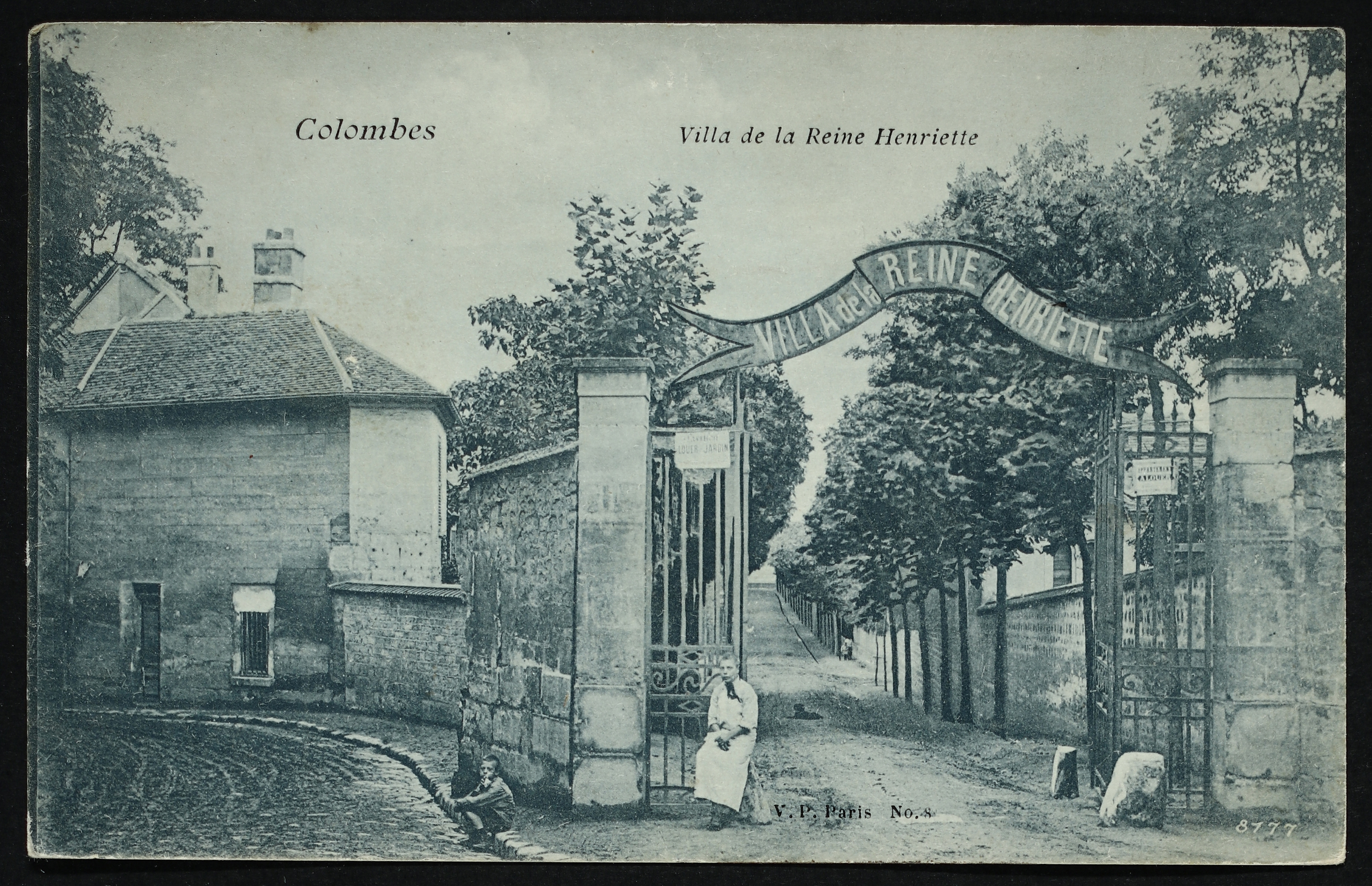
Carte postale de l'entrée de la Villa de la Reine Henriette.
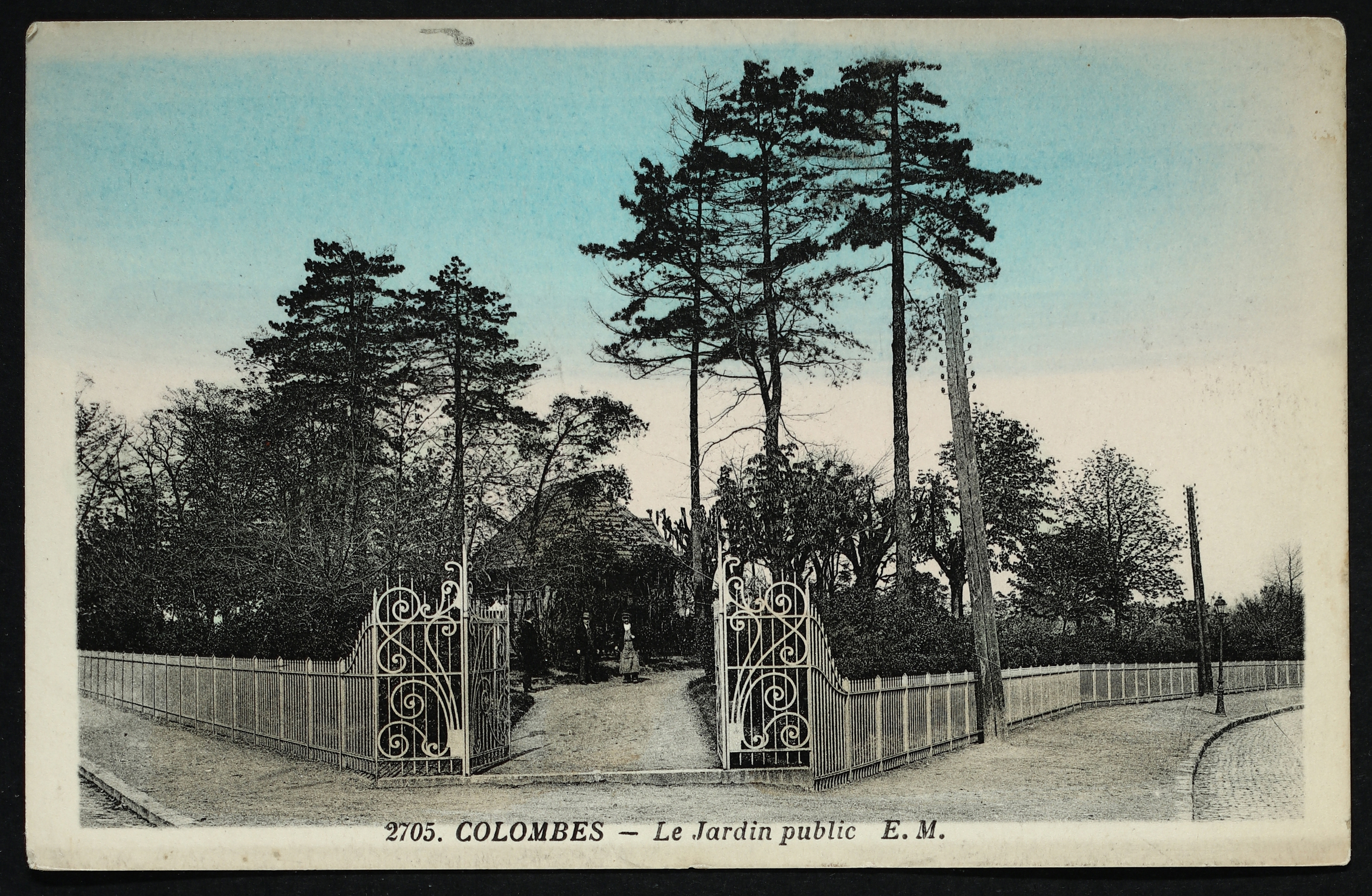
Carte postale - Colombes - Le Jardin public - 9FI-COL 98.
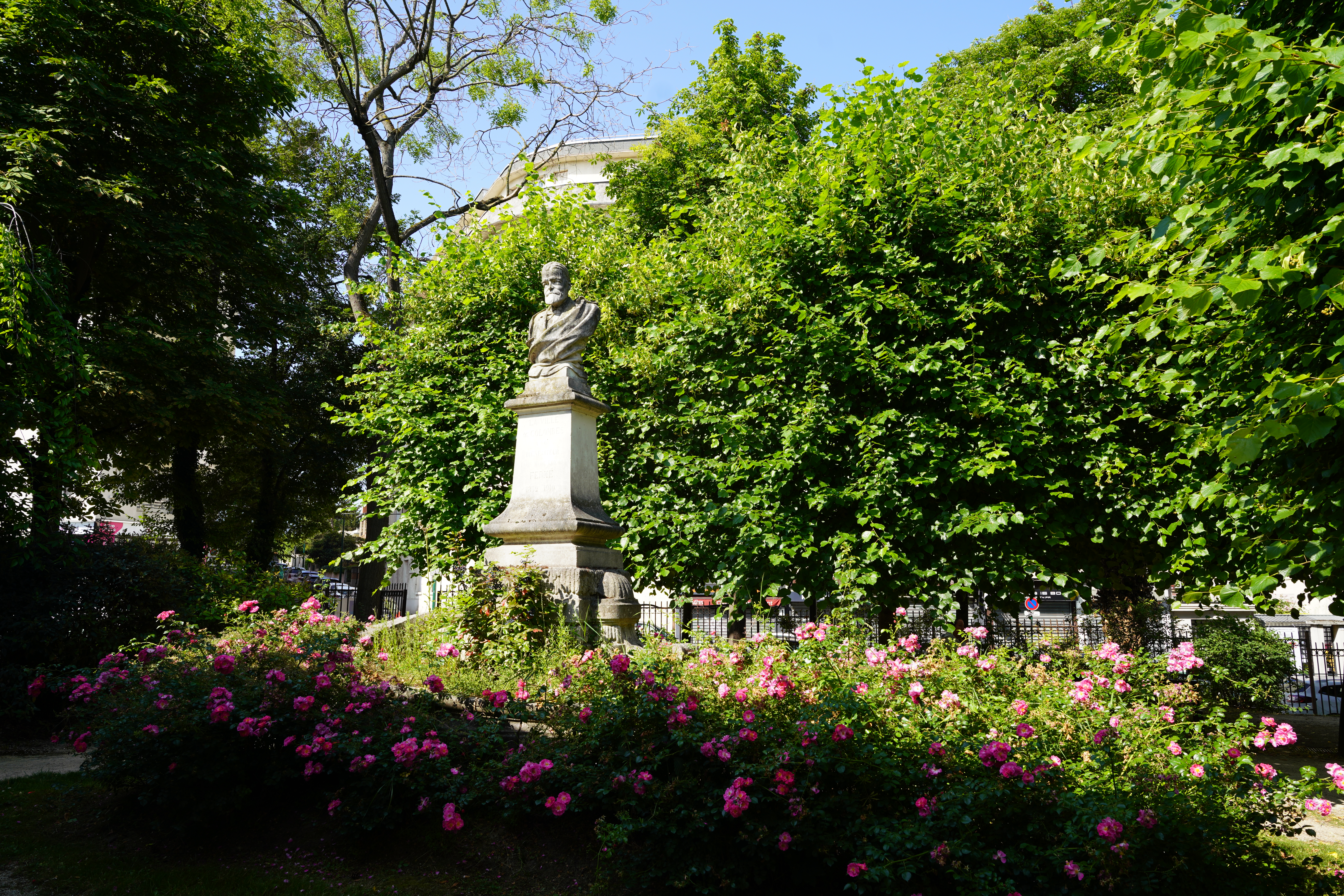
Monument à Léonor Fermé.

À cet emplacement se trouvaient les terrains du parc du château d'Henriette-Marie de France, réfugiée en France depuis 1648. Ce domaine passe ensuite de main en main après la Révolution et la destruction du château.
En 1856, le banquier Jean-Joseph Henrotte y acquiert une demeure qui sera détruite après 1913. La maison Henrotte est alors un corps de logis de l'ancien château.
À la suite de la liquidation de la "banque Henrotte et Muller" en février 1912 et la vente du domaine par Hubert Henrotte, un jardin public fut aménagé en février 1914 sur le parc, tandis que d'autres terrains avoisinants furent acquis et lotis par le Comptoir central de Crédit.
Sont ainsi créés le boulevard Edgar-Quinet, la rue Ambroise-Paré, le prolongement de la rue Saint-Denis, la rue Gounod, la rue Ampère, la rue Gay-Lussac.
Le kiosque fut supprimé dans les années 1960.
Le square a été rénové en 2007,, il accueille un buste de Léonor Ferme, une aire de basket et des toilettes.